# Hindsia
Hindsia là một chi thực vật có hoa trong họ Thiến thảo (Rubiaceae).

## Loài
Chi Hindsia gồm các loài: